# Apemosphaera naranagi
Apemosphaera naranagi är en kräftdjursart som beskrevs av Bruce 1994. Apemosphaera naranagi ingår i släktet Apemosphaera och familjen klotkräftor. Inga underarter finns listade i Catalogue of Life.